# Calippo
Calippo es una marca de helados propiedad de Unilever y vendida por Heartbrand en gran cantidad de países, por Wall's en el Reino Unido y por HB en Irlanda.

## Productos
Los sabores más comunes son naranja, fresa y frutas tropicales. Calippo se elabora con un 30 % de fruta y no tiene grasas saturadas en un 99 %. Se sabe que Calippo vende los siguientes productos:
- Limón
- Piña y frambuesa
- Tropical
- Minis de limón
- Cola
- Chicle
- Minis de frambuesa y piña
- Multi[2]
- Fresa
- Naranja
- Lima
- Tiros de Calippo[3]
- Aguacate